# NGC 6226
NGC 6226 ist eine 13,1 mag helle Galaxie vom Hubble-Typ S? pec im Sternbild Drache und etwa 259 Millionen Lichtjahre von der Milchstraße entfernt.
Sie wurde am 24. September 1862 von Heinrich d’Arrest entdeckt. Auf Grund eines Fehlers in der Positionsangabe führte die Beobachtung von Lewis A. Swift am 9. Juli 1886 trotz identischer Beschreibung unter NGC 6202 zu einem zweiten Eintrag im Katalog.